# Подчерково
Подчерково — село в Дмитровском городском округе Московской области России. Бывший центр Подчёрковской волости.
До 1939 года — центр Подчерковского сельсовета. В 1994—2006 годах Подчерково входило в состав Внуковского сельского округа, с 2006 по 2018 год — в состав городского поселения Дмитров Дмитровского района.

## География
Село расположено в центральной части района, примыкая на западе к новым микрорайонам Дмитрова, на безымянном ручье бассейна реки Яхромы, высота центра над уровнем моря — 201 метр.
Ближайшие населённые пункты — Игнатовка на юге, Поддубки на юго-востоке и Тендиково на северо-западе.

## История
Село Подчертково Повельского стана в 1538 году было передано в Троице-Сергиев монастырь по приказу князя Давыда Даниловича Хромого. Историк М. Н. Тихомиров указывает, что село получило название от Подчертковых, известных в XVI веке в Дмитровском княжестве. Село обратно выкупил за 150 рублей казначей князя Фёдор Иванович Сукин. В 1548 году он его опять продал в Троице-Сергиев монастырь вместе с Богородицерождественской церковью.
Во время польско-литовского нашествия церковь Рождества Богородицы была уничтожена. Заново отстраивается в 1679 году.
Во 2-й половине XVIII века в церковный приход Подчерково входили: село Подчерково, деревня Тендиково (Менчиково), деревня Шелепино, сельцо Ягатино.
В 1764 году в ходе секуляризационной реформы, принадлежащие Троицкому монастырю село Подчерково с деревнями Татищево, Теряево и Жестылево, перешли в Государственную коллегию экономии.
Бывшие церковные земли составили земли экономической Подчёрковской волости. Село становится центром волости.
Историк Г. Ф. Миллер, путешествуя по Дмитровскому уезду в 1779 году, упоминает 70 мишурных станов, имеющихся у крестьян в Подчертково и других деревнях, которых снабжает заказами дмитровский казначей Коллегии экономии майор Маслов, получая прибыль.
В 1785 году в Подчерково числится 10 мишурных станов Экономического ведомства на которых ткут позумент для продажи в Москву.
В 1811 году в Подчерково числилось 158 мужчин, в 1834 году — 197 мужчин и 188 женщин (385 жителей), в 1859 году в 53 дворах проживало 175 мужчин и 174 женщины (349 человек).
В конце XIX века в Подчёрково уже была школа с библиотекой, построенная бывшим крестьянином села. С 1899 года школа переходит под управление земства. В стороне от жилых домов сел находилось несколько небольших фабрик, в каждой по 10—12 станов. Выпускали бахрому и позумент.

### После революции
В 1917 году расформирование Подчёрковской волости — она вместе с Ильинской волостью вошли в состав образованной Дмитровской волости.
Образование Подчёрковского сельсовета. В 1939 году село вошло в состав Пересветовского сельсовета.
В 1932—1937 годах строительство канала имени Москвы. Рядом расположились бараки с заключёнными Дмитлага, а затем ИТЛ Дмитровского механического завода.
В 1930-е годы в селе находилось две фабрики, выпускающие бахрому, синельную пряжу с коротким ворсом, каракуль, погоны. Одна фабрика проработала до 1990-х годов, вторая сгорела в 1948 году. В советское время появился колхоз «Имени Молотова», переименованный затем в «Россию». При колхозе в селе построили здание Подчерковского сельсовета, клуб, чайную.

## Население
| 1859 | 1886 | 1890 | 1899 | 1926 | 2002 | 2006 |
| ---- | ---- | ---- | ---- | ---- | ---- | ---- |
| 349  | ↗407 | ↗465 | ↗474 | ↗578 | ↘98  | ↘84  |
| 2010 |      |      |      |      |      |      |
| ↗173 |      |      |      |      |      |      |

## Достопримечательности
В селе действует Богородицерождественская церковь 1864 года постройки.